# Palinod
Un palinod était, autrefois, un poème religeux, en l’honneur de l’immaculée Conception de la Vierge, dans lequel on devait amener la répétition du même vers à la fin de chaque strophe, récité à l’occasion de la fête aux Normands, célébrée le 8 décembre.
Employé au pluriel, le terme palinods désigne aussi les concours de poésie organisés par les puys (sociétés littéraires) au Moyen Âge.

## Origine
Cette fête remonte au vœu fait par Helsin, abbé de Ramsey, envoyé par Guillaume le Conquérant pour négocier la paix avec le roi du Danemark, de célébrer, entre les fêtes de la Sainte Vierge, celle de la Conception, s’il échappait à la violente tempête qui l’accueillit sur le chemin du retour. La tempête s’étant calmée, Helsin se répandit en efforts afin de faire célébrer cette fête. 

## Historique
Cette solennité donna naissance à la Confrérie de la Conception de Notre Dame de Rouen à la fin du XIe siècle. Ce n’est qu’à partir de 1486 que, sous l’impulsion de diverses personnes dont Pierre Daré et Pierre Fabri, la confrérie organisa un concours de poésie, récompensant un chant royal, une ballade et un rondeau.
Ce concours s’est mis en place à l’image de ce qui se faisait à Dieppe vers 1443, à Amiens avec la Confrérie du Puy Notre-Dame d'Amiens ou Abbeville depuis le début du siècle. Il donna naissance à d’autres confréries, comme le puy de Caen (Puy de la Conception) au XVIe siècle. Les académies de ces villes respectives décernaient des prix annuels à la meilleure pièce offerte au concours de ce chant réitéré devant finir par un refrain en l’honneur de la Vierge.
Au départ, seul le refrain des chants royaux portait le nom de « ligne palinode », du mot grec qui veut dire non seulement « rétractation » mais aussi « réitération ». Le chant royal étant une sorte de « super-ballade » à cinq strophes au lieu de trois pour la ballade, il était la forme noble par excellence, proche des cansos des troubadours.
C’est l’utilisation de ce refrain librement choisi par les poètes, à partir de 1512, (à la différence d’Amiens par exemple), qui a donné, par métonymie, ce nom à la confrérie qui suscitait le concours. 
Le palinod se faisait ordinairement en chant royal, ballade et rondeau ; l’ode et le sonnet n’interviendront qu’ultérieurement, à la fin du XVIe siècle. 
De nombreux poètes participèrent à cette compétition poétique, qui durera jusqu’à la Révolution française, et égala en notoriété les Jeux floraux de Toulouse : André de La Vigne, Clément et Jean Marot, Guillaume Crétin, Jean Parmentier, Jacques Le Lieur, Jacqueline Pascal, les trois frères Corneille, Pierre, Thomas et Antoine, Fontenelle, Malfilâtre et Georges de Scudéry.
L'imprimeur-libraire rouennais David Ferrand (1590-1660), auteur de plusieurs ouvrages facétieux en parler rouennais de son temps (le purinique), atteste bien de la popularité dont jouissaient les productions littéraires du Puy à Rouen au XVIIe s. et fait dire à l'un de ses personnages dans La Muse Normande :
« No-z-entendait les cants rïaux
Qui faisaient ouvri les naziaux
À c'te populache assemblaye ! »
C'est-à-dire :
« L'on entendait les chants royaux
Qui faisaient ouvrir les naseaux
De cette populace assemblée ! »
L’abbé Trublet a dit de Fontenelle : « En rhétorique, à treize ans, il composa, pour le prix des palinods de Rouen, une pièce en vers latins, qui, sans avoir obtenu de couronne, fut pourtant jugée digne de l’impression. »